# アニタ・ベイカー
アニタ・ベイカー（Anita Baker、1958年1月26日 - ）は、アメリカ合衆国の女性R&Bシンガー。
オハイオ州トリードで生まれる。1980年代初頭にはチャプター8のリードシンガーとして活動していたが、所属レコード会社の倒産に伴いグループから脱退、その後1983年にビヴァリー・グレン (Beverly Glen)からソロ・デビューを果たす。1980年代半ば、エレクトラ／ワーナーに移籍して発表したアルバム『ラプチュアー』とシングル「Sweet Love」がヒット。彼女の成功の後にジャズ・フュージョン寄りのトラックを使うフォロワーが多数続いた。
1990年代・2000年代にはリリースが激減したが、1994年のアルバム『リズム・オブ・ラヴ』がビルボードチャート初登場3位、2004年のアルバム『マイ・エヴリシング』が同初登場4位を記録、根強い人気を証明した。

## ディスコグラフィ

### スタジオ・アルバム
- 『ザ・ソングストレス』 - The Songstress (1983年)
- 『ラプチュアー』 - Rapture (1986年)
- 『ギヴィング・ユー・ザ・ベスト』 - Giving You the Best That I Got (1988年)
- 『コンポジションズ』 - Compositions (1990年)
- 『リズム・オブ・ラヴ』 - Rhythm of Love (1994年)
- 『マイ・エヴリシング』 - My Everything (2004年)
- Christmas Fantasy (2005年)

### ライブ・アルバム
- A Night of Rapture Live (2004年)

### コンピレーション・アルバム
- The Best of Anita Baker (2002年)

## 日本公演
- 1989年

1月17日,18日,19日 中野サンプラザ、23日 NHKホール
- 1990年

9月2日 神奈川県民ホール、3日,4日 日本武道館